# Пензенский 121-й пехотный полк
121-й пехо́тный Пе́нзенский генера́л-фельдма́ршала гра́фа Милю́тина полк — пехотная воинская часть Русской императорской армии.
Старшинство — с 11 июля 1813 г.

## Формирование и кампании полка
Сформирован 11 июля 1813 года из остатков запасных и резервных батальонов, в составе трёх батальонов, под названием 54-го егерского полка и 30 августа 1815 года наименован 21-м егерским.
Во время войны 1828—1829 гг. с Турцией 21-й егерский полк, охраняя тыл действующей армии, составлял гарнизоны в Кюстенджи и Гирсово, а в 1831 г. принимал участие в усмирении польского восстания и отличился при штурме Варшавы.
28 января 1833 г. 21-й егерский полк был присоединён к Елецкому пехотному полку и составил в нём 3, 4 и 6-й резервные батальоны.
6 апреля 1863 г. из 4-го резервного батальона и бессрочно-отпускных был сформирован двухбатальонный Елецкий резервный пехотный полк, который 13 августа 1863 г. был назван Пензенским пехотным полком и приведён в состав трёх батальонов с тремя стрелковыми ротами.
25 марта 1864 г. Пензенский полк получил № 121. 17 апреля 1877 г. военный министр генерал-адъютант Д. А. Милютин был назначен шефом полка.

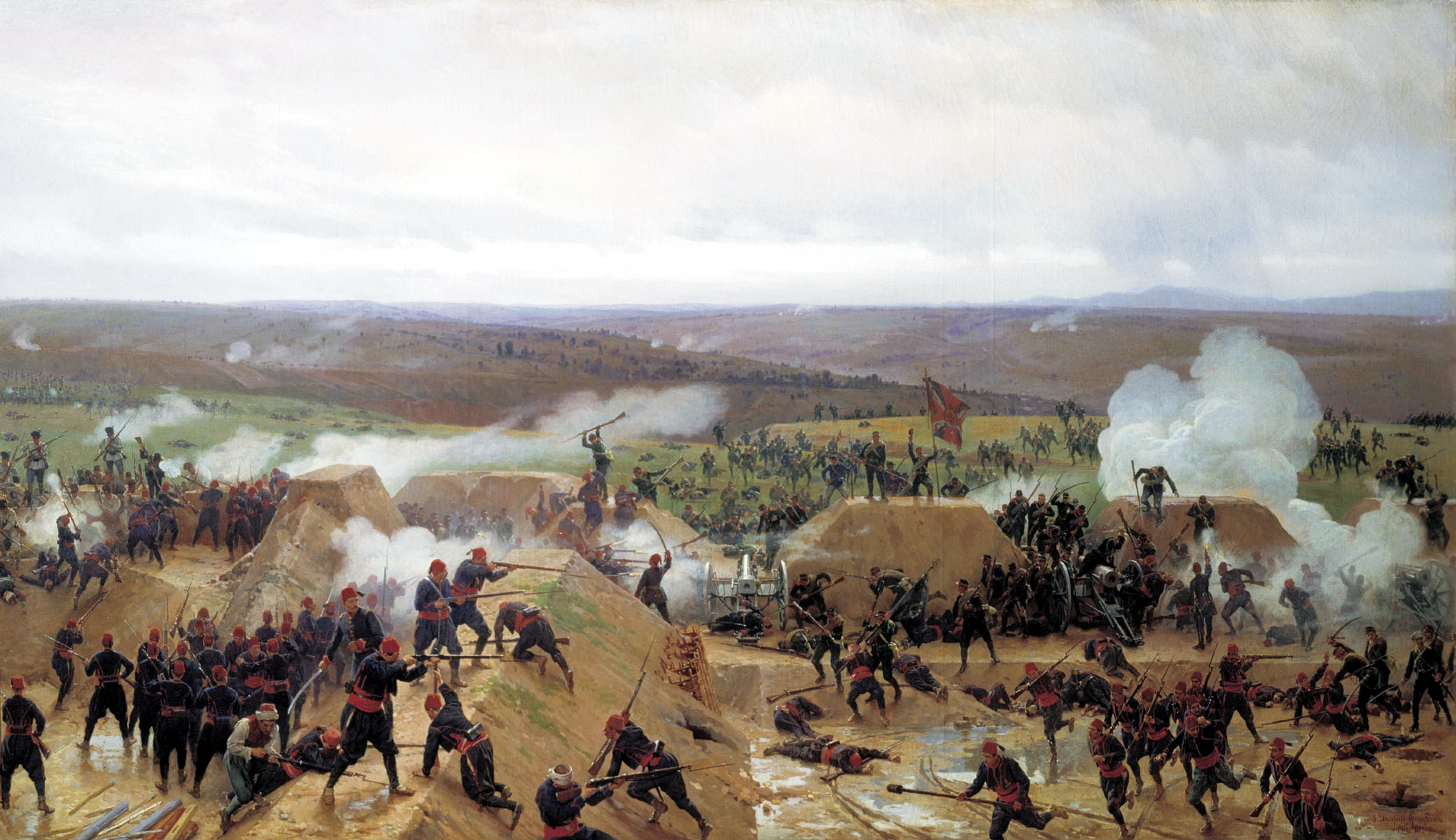
«Захват Гривицкого редута под Плевной»
Н. Д. Дмитриев-Оренбургский, (1885), ВИМАИВиВС

Приняв в 1877—1878 гг. участие в войне с Турцией, пензенцы отличились при взятии Никополя, а затем были двинуты к Плевне и участвовали в неудачной атаке её 18 июля (второй штурм Плевны), во время которой, атакуя Гривицкий редут, потеряли 27 офицеров и 953 нижних чинов. В 1879 году павшим 18 июля 1877 года пензенским солдатам и офицерам был сооружён и торжественно освящён памятник близ села Гривица под Плевной.
Затем полк принял участие в штурме Плевны 30 августа (третий штурм Плевны) и со 2 сентября по 28 ноября занимал бессменно Гривицкий редут.
После падения Плевны Пензенский полк был назначен в состав Западного отряда генерала Гурко и за отличие в бою 20 декабря при Горном Бугарове 2-й и 3-й батальоны получили Георгиевские знамёна, а 1-й батальон — Георгиевские трубы. После заключения мира Пензенский полк участвовал в усмирении восстания в Родопских горах.
В 1879 году в полку был сформирован 4-й батальон.
22 сентября 1898 г. полку присвоено название 121-го пехотного Пензенского генерал-фельдмаршала графа Милютина полка.

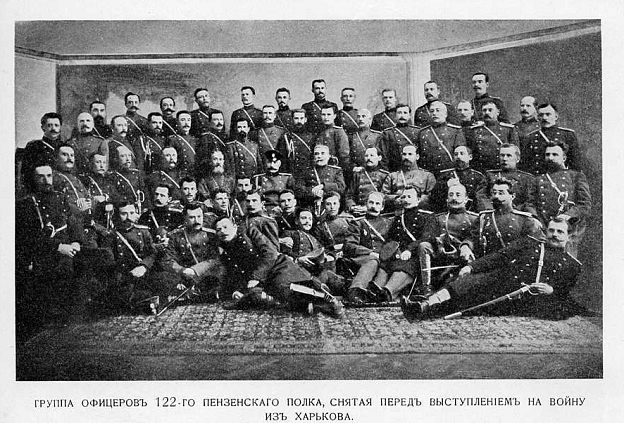
«Группа офицеров 121-го Пензенского полка перед отправкой на русско-японскую войну из Харькова»

4 мая 1904 г. отправлявшемуся на войну полку произвёл смотр в Харькове император Николай II.
Во время русско-японской войны Пензенский полк участвовал в сражениях под Юшулином, при Кангуалине, Ляояном и на реке Шахэ, потеряв при атаке Лесной сопки 10 офицеров и 594 нижних чинов, а во время Мукденского сражения полк, находясь в составе 2-й армии, был двинут 23 февраля 1905 г. в деревню Мадяпу на смену 33-го пехотного Елецкого полка и в течение двух дней выдерживал стремительный натиск японцев. При отступлении армии к Телину 2, 3 и 4-й батальоны Пензенского полка были окружены японцами у Императорской рощи и деревни Сахэдзы и, понеся громадные потери (22 офицера и 1359 нижних чинов), штыками пробились на юг. За доблестное участие в войне с Японией Пензенскому полку был пожалован «поход за военное отличие».
По смерти шефа полка, Милютина, полку сохранено его имя. 11 июля 1913 г., в день 100-летнего юбилея, полку пожаловано новое Георгиевское знамя с дополнительной надписью «1813—1913» и с Александровской юбилейной лентой.
Во время первой мировой войны Пензенский полк принимает активное участие в боевых действиях в составе 10-го армейского корпуса.

…19 декабря [1914] у Люжно пензенцы взяли 1800 пленных и 11 пулемётов, потеряв своего командира полка полковника Евсюкова.
— А. А. Керсновский

…29 сентября [1917] в Х армейском корпусе 31-я пехотная дивизия генерала Волховского рванула 17-й австро-венгерский корпус коротким и блестящим ударом у Вашкоуц. Трофеями славного дела при Вашкоуцах были 12 офицеров, 800 нижних чинов пленными, 18 орудий (4 тяжёлых), 2 миномёта, 1 бомбомёт и 10 пулемётов. Всё взято 121-м пехотным Пензенским полком. Храбрый его командир полковник Мансурадзе был убит. Штыками пензенцев была начертана последняя строка в более чем двухвековой летописи.
Старая армия Петра Великого в последний раз глубоко вздохнула и сама закрыла свои глаза…
— А. А. Керсновский

Полк отличился в бою 23 сентября 1917 г.
Полковой праздник — 29 июня.
14 октября 1919 на базе офицерских кадров 121-го пехотного Пензенского и 122-го пехотного Тамбовского полков Императорской армии сформирован 1-й Сводный полк 31-й пехотной дивизии ВСЮР.

## Знаки отличия полка

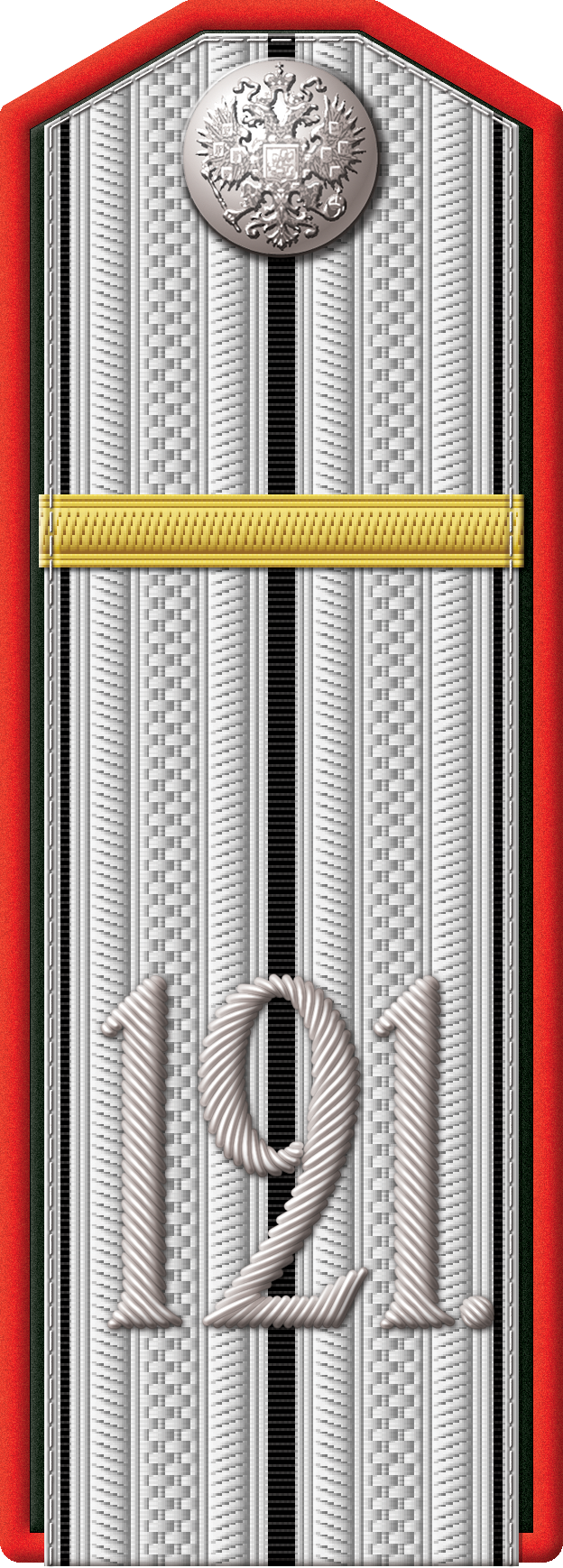
Погон зауряд-военный врач 121-го Пензенскoго полкa

- Полковое Георгиевское знамя с надписью «За Севастополь в 1854 и 1855 годах и Горное Бугарово 20 декабря 1877 года» и «1813—1913» с Александровской юбилейной лентой
- Знаки отличия на головные уборы с надписью «За Варшаву 25 и 26 августа 1831 года»
- Серебряные Георгиевские трубы с надписью «3а Горное Бугарово 20 декабря 1877 года»
- «Поход за военное отличие» за войну с Японией 1904—1905 гг.

## Командиры полка
Командование 54-го (21-го) егерского полка см. в соответствующей статье.
- 21.04.1863 — хх.хх.1867 — подполковник (с 26.04.1865 полковник) Мердер, Павел Карлович
- хх.хх.1867 — после 08.02.1869 — полковник Бернов, Александр Никанорович
- хх.хх.1869 — 20.01.1871 — полковник Скородумов, Никандр Иванович
- 20.01.1871 — хх.хх.1872 — полковник Кладищев, Николай Петрович
- до 15.03.1872 — 27.03.1874[5] — полковник Печора, Феликс Доминикович
- 27.03.1874 — 17.04.1879 — полковник Конаржевский, Даниил Альбертович
- хх.хх.1879 — 26.01.1881[6] — полковник Муромцев, Николай Николаевич
- 24.02.1881 — 20.07.1881 — полковник Аничков, Василий Иванович
- 20.07.1881 — 05.07.1891 — полковник Иолшин, Михаил Людвигович
- 09.07.1891 — 05.07.1893 — полковник Мельницкий, Юрий Дмитриевич
- 14.07.1893 — 15.02.1900 — полковник Мерказин, Дмитрий Александрович
- 24.02.1900 — 14.03.1904 — полковник Зегелов, Александр Александрович
- 31.03.1904 — 09.03.1905 — полковник Марков, Сергей Дмитриевич
- 14.06.1905 — 04.11.1910 — полковник Гутор, Алексей Евгеньевич
- 04.11.1910 — 28.03.1914 — полковник Горский, Александр Николаевич
- 16.04.1914 — 18.07.1915[7] — полковник Евсюков, Николай Фёдорович
- 18.07.1915 — 31.08.1916 — полковник Тетруев, Николай Гаврилович
- 07.09.1916 — 27.06.1917 — полковник Суворов, Михаил Николаевич
- 27.06.1917 — хх.хх.хххх — подполковник (с 04.09.1917 полковник) Петров, Дмитрий Митрофанович

## Известные люди, служившие в полку
- Болдыжев, Иван Иванович — подполковник, герой русско-турецкой войны 1877—1878 гг.
- Громницкий, Пётр Фёдорович — поручик, декабрист.
- Жабрев, Фёдор Никитич — унтер-офицер, полный Георгиевский кавалер. Впоследствии советский военачальник, генерал-майор.
- Мясников, Александр Фёдорович — прапорщик. Впоследствии видный большевистский деятель.
- Дикий, Алексей Денисович — вольноопределяющийся. Впоследствии народный артист СССР.

## Полковая песня
Когда наш Царь-Освободитель

Войну неверным объявил,

Тогда, казалось, Вседержитель

Войска Руси благословил.

За батюшку-Царя

Мы крикнем все — Ура!

Он свет нам и заря.

В честь Его — Ура! Ура!

## Увековечение памяти

### Памятник на братской могиле в Болгарии
На территории местности Детковица села Гривица Общины Плевен Плевенской области Республики Болгарии существует памятник погибшим солдатам и офицерам Пензенского 121-го пехотного полка.
Памятник павшим пензенцам был сооружён и торжественно освящён в 1879 году.
На памятнике выбита надпись:

Братская могила офицеров и нижних чинов 121-го пехотного Пензенского генерал-адъютанта графа Милютина полка, павших 18 июля 1877 года

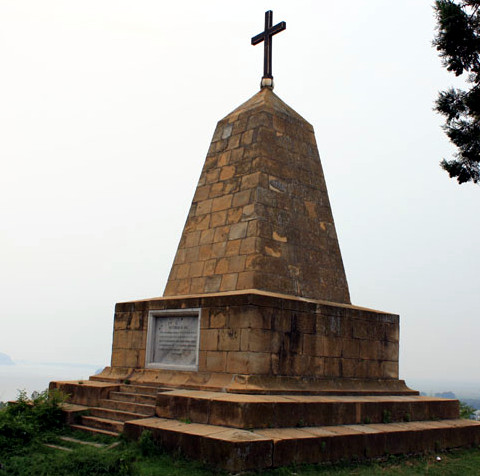
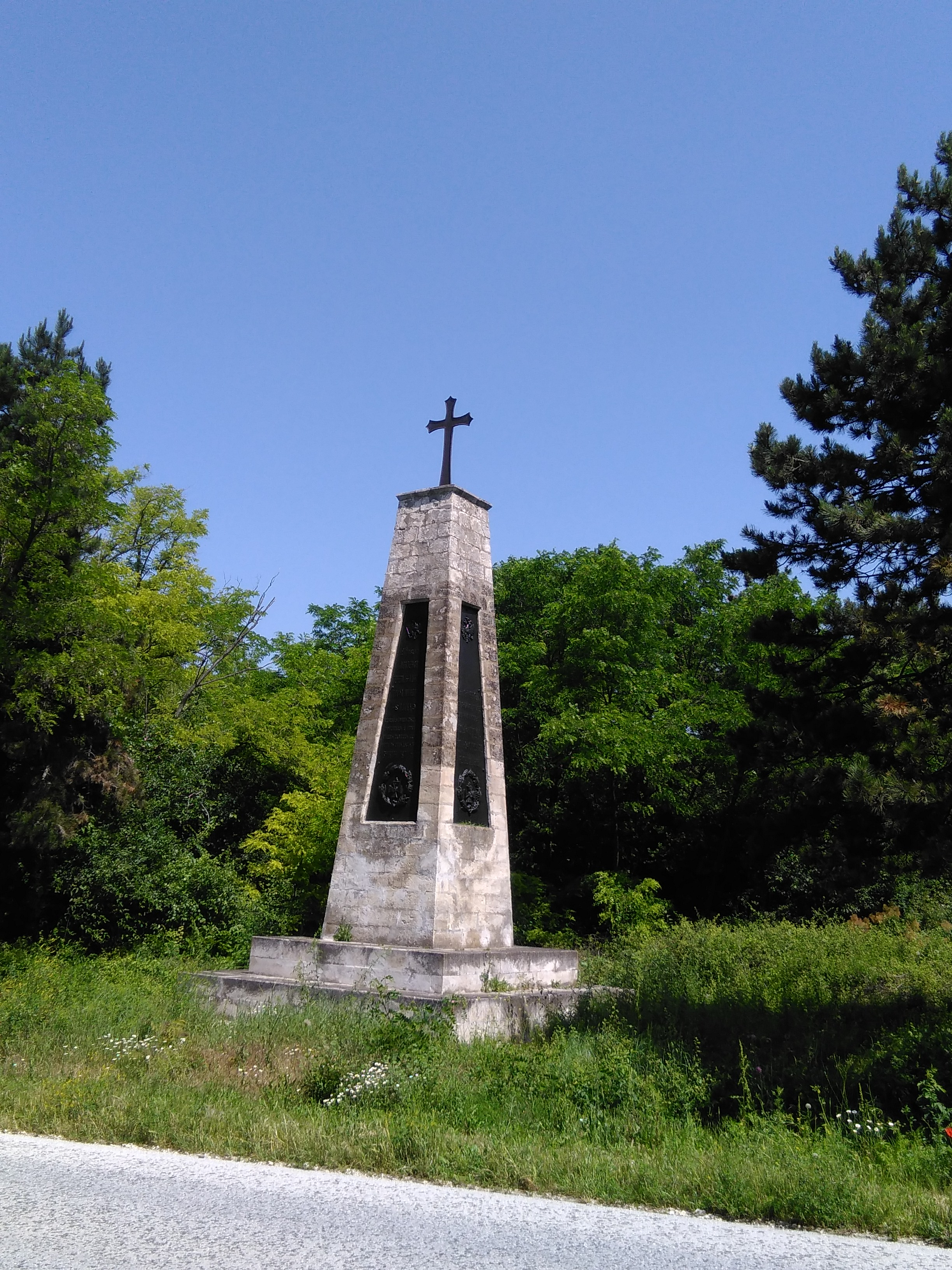

## Другие формирования этого имени
- Пензенский мушкетёрский полк — сформирован 29 августа 1805 года, 19 октября 1810 года переформирован в 45-й егерский полк.
- Старый Пензенский пехотный полк — сформирован 17 января 1811 года, расформирован 28 января 1833 года и его батальоны были присоединены к Олонецкому пехотному полку. Полк известен тем, что значительное число его офицеров принимали участие в движении декабристов.
- Пензенский конный полк народного ополчения — сформирован в 1812 году для отражения нашествия Наполеона, расформирован в 1814 году.
- Пензенский внутренний губернский батальон — сформирован 17 января 1811 года; после нескольких переименований и преобразований поступил 1 декабря 1892 года на формирование 185-го пехотного резервного Лидского полка, названного 1 января 1898 г. 172-м пехотным Лидским полком.